# Alfredo B. Crevenna
Alfredo B. Crevenna (né le 22 avril 1914 à Francfort-sur-le-Main, Allemagne - mort le 30 août 1996 à Mexico) est un acteur, réalisateur, scénariste, et monteur de cinéma mexicain.

## Biographie
Né en Allemagne, il fuit le régime nazi au début des années 1930. Il fut un réalisateur prolifique de films de science-fiction et de lutteurs masqués du cinéma mexicain, notamment El Santo.

## Filmographie

### Comme réalisateur
- 1945 : Eva y el diablo Adán
- 1948 : Algo flota sobre el agua
- 1949 : El rencor de la tierra
- 1949 : La dama del velo (es)
- 1950 : Huellas del pasado (es)
- 1950 : Las joyas del pecado
- 1950 : Otra primavera (es)
- 1951 : La mujer sin lágrimas
- 1951 : Muchachas de uniforme (es)
- 1952 : Angélica
- 1952 : Apasionada
- 1952 : Mi esposa y la otra
- 1953 : Fruto prohibido
- 1954 : Casa de muñecas
- 1954 : Dos mundos y un amor
- 1954 : El gran autor
- 1954 : La Révolte des pendus (cy) (La rebelión de los colgados)
- 1954 : Orquídeas para mi esposa
- 1954 : Si volvieras a mi
- 1955 : Una Mujer en la calle
- 1956 : Amor y pecado
- 1956 : Pueblo, canto y esperanza
- 1956 : La Belle de Mexico (Donde el círculo termina)
- 1956 : Le Vœu (Talpa)
- 1957 : Yambao, fille de Satan (es) (Yambao)
- 1958 : El hombre que logró ser invisible
- 1959 : Gutierritos
- 1960 : Quinceañera
- 1961 : Azahares rojos
- 1961 : Chicas casaderas
- 1961 : Senda prohibida
- 1961 : Teresa
- 1962 : Neutron vs. the Maniac
- 1962 : Sol en llamas
- 1963 : Dos alegres gavilanes
- 1963 : Échenme al vampiro
- 1963 : La casa de los espantos
- 1963 : La fierecilla del puerto
- 1963 : La huella macabra
- 1963 : Los parranderos
- 1963 : Qué bonito es querer
- 1963 : Rostro infernal
- 1964 : Dos inocentes mujeriegos
- 1964 : La sombra del mano negra
- 1964 : Los hermanos Barragán
- 1964 : Los novios de mis hijas
- 1964 : Neutrón contra el criminal sádico
- 1965 : Aventura al centro de la tierra
- 1965 : Cada oveja con su pareja
- 1965 : El pueblo fantasma
- 1965 : El texano
- 1965 : Gigantes planetarios
- 1965 : Neutrón contra los asesinos del karate
- 1965 : Para todas hay
- 1966 : El planeta de las mujeres invasoras
- 1966 : El secreto del texano
- 1966 : La mano que aprieta
- 1966 : Los endemoniados del ring
- 1966 : Seguiré tus pasos
- 1966 : Una mujer sin precio
- 1966 : Vuelve el Texano
- 1967 : Cómo pescar marido
- 1967 : La Venus maldita (es)
- 1967 : Pasión oculta
- 1967 : Superman contre l'invasion des martiens (Santo, el Enmascarado de Plata vs. la invasión de los marcianos)
- 1968 : Pasaporte a la muerte
- 1968 : Santo, el Enmascarado de Plata vs. los villanos del ring
- 1969 : Arriba las manos Texano
- 1969 : El día de las madres
- 1969 : Las impuras
- 1969 : No se mande, profe (en)
- 1969 : Una horca para el Texano
- 1970 : Los problemas de mamá
- 1971 : Dos mujeres y un hombre
- 1971 : El ídolo
- 1971 : El juicio de los hijos
- 1971 : Yesenia
- 1971 : Santo y el águila real
- 1972 : Magie noire à Haïti (Santo contra la magia negra)
- 1973 : La Satánica
- 1973 : La Tigresa
- 1973 : Las bestias del terror
- 1974 : La mujer del diablo
- 1975 : Albures mexicanos
- 1975 : El poder negro
- 1976 : Acorralados
- 1977 : Los temibles
- 1978 : El cuatro dedos
- 1978 : El látigo
- 1978 : La hora del jaguar
- 1979 : Alguien tiene que morir
- 1979 : El látigo contra Satanás
- 1979 : Penthouse de la muerte
- 1979 : Puerto maldito
- 1980 : Ilegales y mojados
- 1980 : La venganza de un matón
- 1980 : Pesadilla mortal
- 1981 : El preso No. 9
- 1981 : Juan el enterrador
- 1981 : La dinastía de Dracula
- 1981 : Las muñecas del King Kong
- 1982 : De pulquero a millonario
- 1982 : El muro de la tortilla
- 1982 : El puño de la muerte
- 1982 : La furia de los karatecas
- 1982 : La isla de Rarotonga
- 1983 : El coyote emplumado
- 1983 : La fuga de Carrasco
- 1983 : Me lleva la tristeza
- 1984 : Braceras y mojados
- 1984 : El mexicano feo
- 1984 : La salvaje ardiente
- 1985 : El secuestro de Camarena
- 1985 : La buena vida - Paraiso erótico
- 1985 : Los matones del Norte
- 1987 : Casa de muñecas para adultos
- 1987 : Cinco nacos asaltan Las Vegas
- 1987 : Las limpias
- 1987 : Mas buenas que el pan
- 1987 : Muerte de el federal de camiones
- 1987 : Ser charro es ser Mexicano
- 1988 : Cacería implacable
- 1988 : El gran relajo mexicano
- 1988 : Los albureros
- 1989 : Rumbera, caliente
- 1989 : Cargamento mortal
- 1989 : Comezón a la Mexicana
- 1989 : De super macho a super hembra
- 1989 : El chácharas
- 1989 : El fugitivo de Sonora
- 1989 : El garañón
- 1989 : Los hijos del criminal
- 1989 : Programado para morir
- 1990 : Agua roja
- 1990 : Carrera contra el destino
- 1990 : El mil abusos
- 1990 : Juan Nadie
- 1990 : La mojada engañada
- 1990 : La sombra del Tunco
- 1991 : El chile
- 1991 : El secuestro de un policía
- 1991 : Escuadrón suicida
- 1991 : Los repartidores
- 1992 : Al filo del terror
- 1992 : El invencible ojo de vidrio
- 1992 : Ni angel ni demonio... un macho!
- 1992 : No jálen! que descobijan
- 1994 : Que me entierren con la banda
- 1994 : Una luz en la escalera
- 1995 : Las nenas de quinto patio
- 1995 : Nuestra ciudad

### Comme scénariste
- 1939 : La noche de los mayas
- 1941 : Ni sangre, ni arena
- 1943 : Sang et Volupté (en) (Santa)
- 1945 : Eva y el diablo Adán
- 1947 : La Diosa arrodillada
- 1954 : Casa de muñecas
- 1954 : Orquídeas para mi esposa
- 1955 : Una Mujer en la calle
- 1956 : Donde el círculo termina
- 1956 : Llamas contra el viento
- 1961 : Senda prohibida
- 1962 : Sol en llamas
- 1973 : La Satánica
- 1974 : La Mujer del diablo
- 1975 : El Poder negro (Black power)
- 1978 : El Cuatro dedos
- 1978 : El Látigo
- 1979 : Alguien tiene que morir
- 1979 : El Látigo contra Satanás
- 1979 : Penthouse de la muerte
- 1980 : Ilegales y mojados
- 1980 : Pesadilla mortal
- 1981 : Juan el enterrador
- 1982 : De pulquero a millonario
- 1982 : El Muro de la tortilla
- 1982 : El Puño de la muerte
- 1982 : La Furia de los karatecas
- 1982 : La Isla de Rarotonga
- 1983 : El Coyote emplumado
- 1984 : El Mexicano feo
- 1984 : La Salvaje ardiente
- 1987 : Casa de muñecas para adultos
- 1988 : El Gran relajo mexicano
- 1988 : Los Albureros
- 1989 : Los Hijos del criminal
- 1990 : El Mil abusos
- 1994 : Una Luz en la escalera

### Comme acteur
- 1988 : Cacería implacable de lui-même

### Comme monteur
- 1979 : Alguien tiene que morir de lui-même
- 1979 : Penthouse de la muerte de lui-même